# Rapa (Polinesia Francesa)
Rapa es una comuna francesa situada en la subdivisión de Islas Australes, que forma parte de la colectividad de ultramar de Polinesia Francesa.

## Composición
Está formada por la unión de la isla de Rapa, con sus once motus y el grupo de islotes de Marotiri:
| Isla                      | Población (2012) | Superficie (km²) | Densidad (hab/km²) |
| ------------------------- | ---------------- | ---------------- | ------------------ |
| Rapa                      | 515              | 40               | 13                 |
| Islotes                   | Población (2012) | Superficie (km²) | Densidad (hab/km²) |
| Aturapa                   | -                | -                | -                  |
| Islote Central (Marotiri) | 0                | 0.0018           | 0                  |
| Islote Norte (Marotiri)   | 0                | 0.0058           | 0                  |
| Islote Oeste (Marotiri)   | 0                | 0.0131           | 0                  |
| Islote Sur (Marotiri)     | 0                | 0.0224           | 0                  |
| Karapoo Koio              | -                | -                | -                  |
| Karapoo Nui               | -                | -                | -                  |
| Rapa Iti                  | -                | -                | -                  |
| Rarapai                   | -                | -                | -                  |
| Tapiko                    | -                | -                | -                  |
| Tapui                     | -                | -                | -                  |
| Tarakoi                   | -                | -                | -                  |
| Tauturai                  | -                | -                | -                  |
| Teakavaree                | -                | -                | -                  |
| Tevai                     | -                | -                | -                  |

## Demografía
| Gráfica de evolución demográfica de Rapa entre 1971 y 2012 |
|                                                            |

```
Fuente: 
Insee
```

## Clima
| Parámetros climáticos promedio de Rapa (1981-2010) | Parámetros climáticos promedio de Rapa (1981-2010) | Parámetros climáticos promedio de Rapa (1981-2010) | Parámetros climáticos promedio de Rapa (1981-2010) | Parámetros climáticos promedio de Rapa (1981-2010) | Parámetros climáticos promedio de Rapa (1981-2010) | Parámetros climáticos promedio de Rapa (1981-2010) | Parámetros climáticos promedio de Rapa (1981-2010) | Parámetros climáticos promedio de Rapa (1981-2010) | Parámetros climáticos promedio de Rapa (1981-2010) | Parámetros climáticos promedio de Rapa (1981-2010) | Parámetros climáticos promedio de Rapa (1981-2010) | Parámetros climáticos promedio de Rapa (1981-2010) | Parámetros climáticos promedio de Rapa (1981-2010) |
| Mes                                                | Ene.                                               | Feb.                                               | Mar.                                               | Abr.                                               | May.                                               | Jun.                                               | Jul.                                               | Ago.                                               | Sep.                                               | Oct.                                               | Nov.                                               | Dic.                                               | Anual                                              |
| -------------------------------------------------- | -------------------------------------------------- | -------------------------------------------------- | -------------------------------------------------- | -------------------------------------------------- | -------------------------------------------------- | -------------------------------------------------- | -------------------------------------------------- | -------------------------------------------------- | -------------------------------------------------- | -------------------------------------------------- | -------------------------------------------------- | -------------------------------------------------- | -------------------------------------------------- |
| Temp. máx. abs. (°C)                               | 31.0                                               | 30.9                                               | 31.6                                               | 30.3                                               | 28.1                                               | 26.3                                               | 25.5                                               | 25.0                                               | 26.4                                               | 26.4                                               | 28.9                                               | 30.1                                               | '                                                  |
| Temp. máx. media (°C)                              | 25.7                                               | 26.4                                               | 26.1                                               | 24.5                                               | 22.9                                               | 21.4                                               | 20.7                                               | 20.4                                               | 20.4                                               | 21.4                                               | 22.7                                               | 24.0                                               | 23.1                                               |
| Temp. media (°C)                                   | 23.7                                               | 24.4                                               | 23.9                                               | 22.4                                               | 20.8                                               | 19.1                                               | 18.4                                               | 18.1                                               | 18.1                                               | 19.2                                               | 20.6                                               | 21.9                                               | 20.9                                               |
| Temp. mín. media (°C)                              | 21.7                                               | 22.3                                               | 21.7                                               | 20.2                                               | 18.6                                               | 16.8                                               | 16.2                                               | 15.8                                               | 15.8                                               | 16.9                                               | 18.5                                               | 19.9                                               | 18.7                                               |
| Temp. mín. abs. (°C)                               | 12.2                                               | 15.6                                               | 15.2                                               | 13.5                                               | 10.1                                               | 10.2                                               | 9.8                                                | 8.9                                                | 8.5                                                | 10.5                                               | 12.0                                               | 13.2                                               | '                                                  |
| Precipitación total (mm)                           | 229.4                                              | 186.9                                              | 275.8                                              | 251.4                                              | 185.0                                              | 208.7                                              | 258.4                                              | 237.8                                              | 165.1                                              | 184.1                                              | 170.6                                              | 221.4                                              | 2574.6                                             |
| Días de precipitaciones (≥ 1 mm)                   | 13.2                                               | 12.5                                               | 15.3                                               | 14.9                                               | 14.5                                               | 15.7                                               | 15.4                                               | 15.5                                               | 12.7                                               | 12.2                                               | 11.8                                               | 12.7                                               | 166.4                                              |
| Horas de sol                                       | 128.9                                              | 130.3                                              | 129.1                                              | 107.7                                              | 96.6                                               | 78.9                                               | 95.0                                               | n/a                                                | 104.1                                              | 119.1                                              | 129.3                                              | 119.6                                              | n/a                                                |
| Fuente: Meteo France                               |                                                    |                                                    |                                                    |                                                    |                                                    |                                                    |                                                    |                                                    |                                                    |                                                    |                                                    |                                                    |                                                    |